# Zendan-Inschrift
Die Zendan-Inschrift ist eine Inschrift des persischen Königs Kyros II. Sie wurde auf der Murghab-Ebene in Pasargadae entdeckt. Sie liegt in altpersischer und elamischer Sprache vor. Ob Kyros II. die Inschrift anfertigen ließ, ist umstritten.

## Inhalt
„(1) […] Kūr[uš (?), …] (2) […,] welcher […]“

Der Inhalt könnte auf Kyros II. als Erbauer des Turms hinweisen. Diese Aussage wird mit Fragezeichen versehen.

## Fundort
Das Fragment wurde auf einem weißen Kalkstein mit einer Länge von 75 cm und 40 cm Dicke auf der Südwest-Seite des Turms (Zendan-e Soleymān) in Pasargadae gefunden. Die Zeilenhöhe der Zeichen entspricht der Zeilenhöhe der Inschrift CMa von 7 cm. Zwischen den beiden Sprachversionen liegt eine Leerzeile. Es sind Reste von zwei Zeilen Altpersisch und einer Zeile in elamischer Sprache überliefert. Es wird vermutet, dass eine babylonische Sprachversion ursprünglich vorhanden war, aber es sind keine Spuren davon zurückgeblieben. Seit 1962 wird der Stein im Persepolis-Museum aufbewahrt.

## Forschungsgeschichte
Das Fragment wurde 1952 bei einer Untersuchung des Geländes unter der Leitung von Ali Sami gefunden und zum Schutz vor der Witterung mit der Inschriftenseite zum Boden wieder zurückgelegt. 1956 wurde die Inschrift veröffentlicht.
Wie bei den Inschriften CMa, CMb und CMc ist auch der Auftraggeber der Zendan-Inschrift umstritten. Es stehen sich die Meinungen gegenüber, dass eine altpersische Sprachversion nicht von Kyros II. stammen könne, da Dareios I. diese Schrift erfunden habe. Auf der anderen Seite wird angemerkt, dass die Zendan-Inschrift dem „Gründungsprotokoll“ (englisch foundation record) von Dareios I. entspräche und es unwahrscheinlich sei, dass Dareios I. stellvertretend für einen anderen König ein solches Protokoll hinterlassen würde.